# Ferdinand Lindheimer
Ferdinand Jacob Lindheimer (21 de maio de 1801 - 2 de dezembro de 1879) foi um norte-americano de origem alemã que foi botânico, jornalista e editor de jornal. A sua abreviatura oficial de autor botânico é LINDH

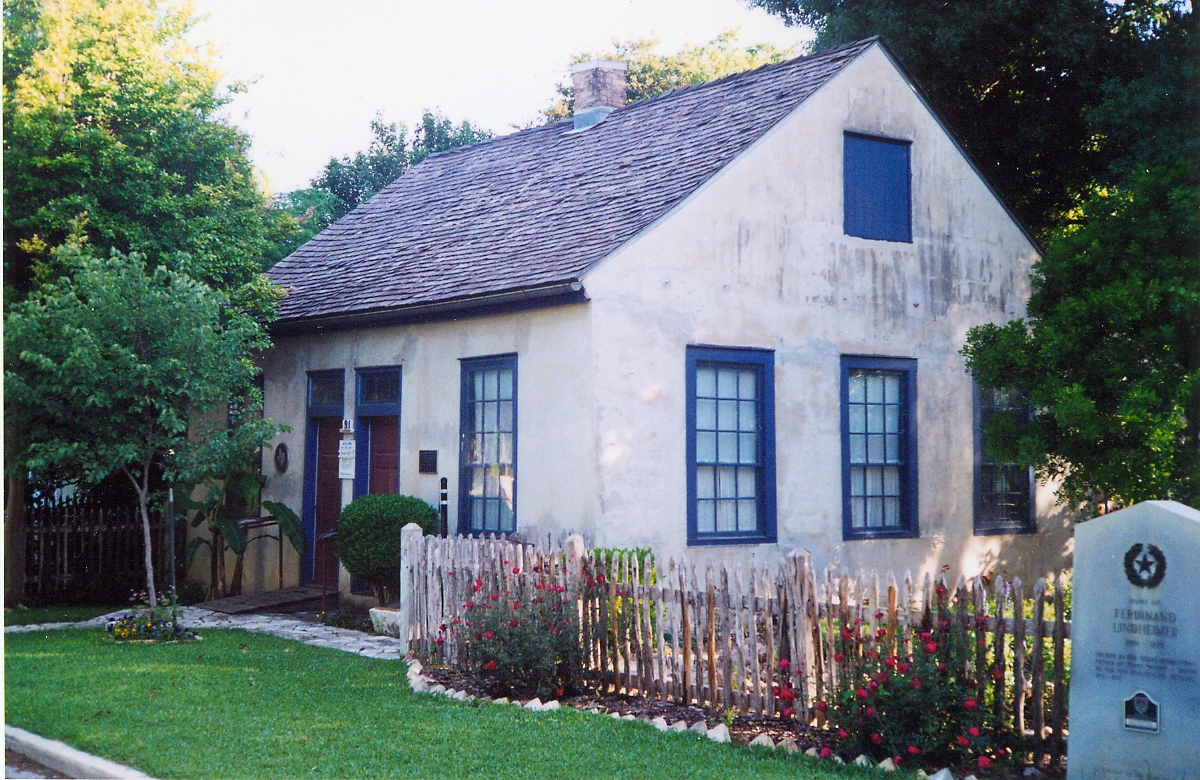
Casa-museu de Lindheimer

Lindheimer morreu em 1879.  Ele é conhecido como o Pai da Botanica do Texas, com mais de 20 espécies e um género que leva seu nome. A sua casa em New Braunfels é preservado como um museu público.